# Больцано (концентрационный лагерь)
Концентрационный лагерь в Больцано (Боцене) — один из транзитных концлагерей в фашистской Италии. Был создан в районе города Больцано (нем. Боцен) в Северной Италии итальянскими и немецкими фашистами. В него привозили для пыток и уничтожения евреев, итальянских партизан и немецко-австрийских дезертиров.

## Создание
После подписания перемирия между союзниками и Италией 8 сентября 1943 года, район Больцано перешёл под контроль немецкой армии. Транзитный лагерь Фоссоли находился в зоне досягаемости союзников поэтому нацистам понадобился новый транзитный лагерь для отправки заключённых в лагеря смерти на территории Польши и Германии. Для этого был создан лагерь Больцано. Он начал функционировать летом 1944 года.

## Зайферт
Лагерь получил дурную славу в 1944—1945 годах из-за необычайной жестокости одного из надсмотрщиков по имени Михаил Зайферт, по происхождению украинский немец. Он убивал, насиловал и настолько жестоко издевался над узниками, что получил прозвище «Больцанское Чудовище» или просто «Зверь». После окончания войны ему удалось скрыть данные факты своей биографии и эмигрировать в Канаду в 1951 году. Зайферту удалось скрываться в США и Канаде до 2002 года. В 2008 году он был экстрадирован в Италию и осуждён за преступления. Скончался в клинике Италии в 2010 году в возрасте 86 лет.